# Ferrovia Novara-Varallo
La ferrovia Novara-Varallo è una linea ferroviaria regionale del Piemonte che collega Varallo al nodo ferroviario di Novara, attraversando i paesi della Valsesia. Attualmente è utilizzata soltanto come ferrovia turistica e per il servizio merci nella tratta Novara-Romagnano Sesia; tuttavia, entro il 2026 è prevista la riapertura al servizio regionale tramite l’utilizzo di fondi europei. A gennaio 2024 sono iniziati i lavori di ammodernamento della linea per adattarla ad una riapertura al traffico regionale.

## Storia
| Tratta                    | Inaugurazione    |
| ------------------------- | ---------------- |
| Novara–Vignale            | 14 giugno 1855   |
| Vignale–Romagnano Sesia   | 22 febbraio 1883 |
| Romagnano Sesia–Grignasco | 6 novembre 1884  |
| Grignasco–Borgosesia      | 6 novembre 1885  |
| Borgosesia–Varallo        | 12 aprile 1886   |

L'idea di progettare una ferrovia che mettesse in comunicazione la città di Novara con la Valsesia venne all'ingegner Giuseppe Antonini nel 1856.
Inizialmente il progetto doveva essere finanziato per 5 milioni di lire dal barone Luigi Bolmida (noto all'epoca come deputato di Varallo al Parlamento Subalpino). Il progetto fu però interrotto nel corso degli anni successivi a causa della morte del barone. Tredici anni dopo lo stesso Antonini, per incarico ricevuto dalla città di Varallo intraprese nuovi studi, sostituendo al primo progetto, quello di una strada ferrata economica a scartamento ridotto, per cui la spesa veniva ridotta a lire 2.400.000 circa. Per promuovere questo nuovo progetto si costituì un comitato, si fecero adunanze, si aprirono sottoscrizioni, si pubblicarono avvisi d'invito agli imprenditori di opere pubbliche e si incaricò il commissario Biglia (ispettore delle ferrate) per ricevere le offerte e giungere ad un accordo: le aspettative però furono vane, e la tanto desiderata ferrovia in Valsesia continuò ad essere un'illusione per molti.

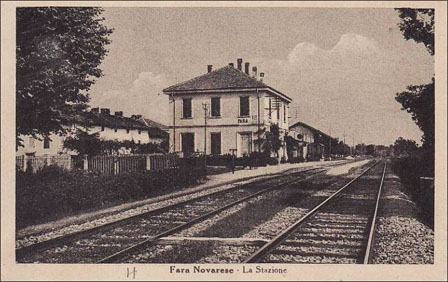
Stazione di Fara

Col passare degli anni un nuovo progetto venne redatto dall'ingegner Cesare Rota e su quel progetto si costruì l'attuale ferrovia.
La Varallo-Novara fu finanziata dalla Legge 29 luglio 1879, n. 5002, detta Baccarini dal nome del Ministro dei Lavori Pubblici del periodo. Si decise di derivare la linea dalla stazione di Vignale, utilizzando quindi il tronco della ferrovia Arona-Novara tra questa cittadina e Novara, costruito nel 1855. I lavori furono condotti dalla Società per le Strade Ferrate del Mediterraneo che aveva la competenza sulla cosiddetta Rete Mediterranea.
Il 22 febbraio 1883 si inaugurò il primo tronco, tra Romagnano Sesia e Vignale, lungo 25,80 chilometri. Il 6 novembre 1884 si aprì la linea fino a Grignasco, lunga 7,12 km, mentre Borgosesia fu raggiunta lo stesso giorno dell'anno successivo con un tronco lungo 5,60 km. Il 12 aprile 1886 fu aperta la tratta Borgosesia-Varallo di 12,290 km.
A seguito della statalizzazione delle ferrovie italiane, tra il 1905 e il 1906 la linea venne incorporata nella rete statale e l'esercizio fu assunto dalle Ferrovie dello Stato.
Verso la fine degli anni ottanta la tratta ferroviaria Varallo-Novara fu al centro di forti dibattiti: le Ferrovie volevano dapprima smantellare e ridurne la tratta, ma con l'intervento della regione e dei comuni interessati si riuscì ad arrivare a un accordo, con l'ammodernamento all'inizio degli anni novanta. Nel 1988 gli impianti di Briona e Quarona vennero trasformati in fermate abilitate ai servizi viaggiatori e bagagli con le restrizioni previste per le case cantoniere.

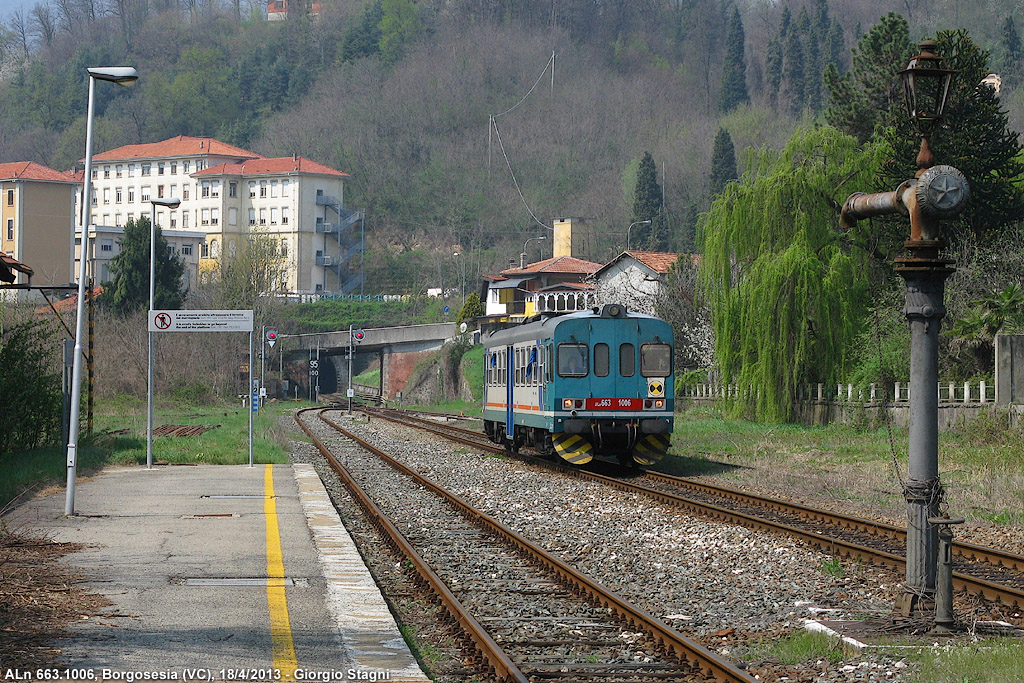
ALn 663 a Borgosesia

Nel corso dell'anno tra aprile 1991 e 1992 la linea venne chiusa per dei lavori consistenti di ammodernamento: la sostituzione integrale dell'armamento, sostituzione delle travate sul ponte sul torrente Agogna presso Vignale e di un sottopasso nelle adiacenze. Altri lavori corredati furono: sostituzione del segnalamento semaforico e di protezione, automazione dei Passaggi a Livello, predisposizione al telecomando mediante DCO, Blocco elettrico Automatico Contassi. Vennero lasciati abilitati agli incroci e alle precedenze i soli impianti di Fara, Romagnano Sesia (che vide il riordino del piazzale viaggiatori) e Borgosesia con conseguente servizio "a spola" da quest'ultima località a Varallo. In questa stazione vennero ridotti i binari viaggiatori da tre a due, mantenendo la possibilità di accedere alle strutture necessarie per le locomotive a vapore (piattaforma girevole, colonna idrica). Gli altri restanti impianti, vennero declassati a sole fermate viaggiatori e impresenziate con il solo binario di corsa. L'armamento della Novara-Varallo fu sostituito con uno più pesante da 50/60 kg al metro/lineare (al posto delle vecchie rotaie da 27 kg), poggiante su traverse in cemento armato sul tratto da Vignale a Romagnano Sesia e da qui a Varallo sono state ancora mantenute le originali in legno.

### Anni Duemila
All'inizio degli anni duemila, la gestione della linea passò in carico a Rete Ferroviaria Italiana.
Nel 2005, furono effettuati lavori per il rifacimento di alcuni passaggi nei pressi di Varallo e Prato Sesia, che richiesero la chiusura della linea. Dalla riapertura il servizio ferroviario venne effettuato con il sistema a spola, che fu al centro di forti dibattiti per gli sprechi che comportavano gli invii a vuoto dei convogli su una distanza di 55 km, in quanto non era consentito il ricovero a Varallo.
Durante la prima settimana di maggio 2008 il comune di Varallo ricevette notizia di un provvedimento da parte delle ferrovie che prevedeva di smantellare tutti gli scambi, binari e strutture storiche mantenendo in esercizio solamente un unico binario; il comune eccepì che ciò avrebbe reso impossibili iniziative a carattere storico-religioso. Il motivo di questo progetto rientrava nell'iniziativa "Rete snella" che le Ferrovie portarono avanti già dal 2000: si voleva risparmiare personale diminuendo le tratte considerate sottoutilizzate. Il comune di Varallo, già impegnato in proteste riguardanti il costo degli abbonamenti, intese contrastare questa ed altre decisioni.
Tuttavia con la crescente attrazione di Novara come polo universitario si assistette ad un massiccio aumento di pendolari diretti verso la pianura per gli studi (si stimavano circa 1 000 pendolari al giorno).

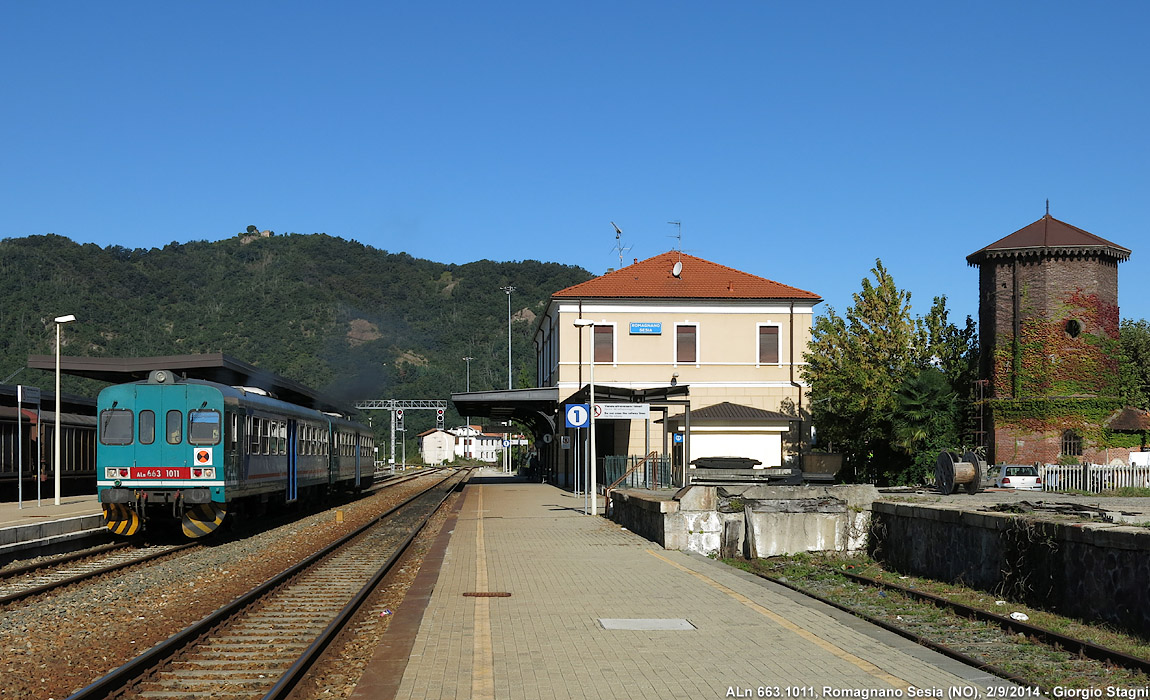
La stazione di Romagnano Sesia, punto di incrocio con la linea Santhià-Arona

Nonostante l'aumento dell'affluenza della linea i dibattiti sulla chiusura si riaccesero quando nel 2012 la regione paventò l'idea di sospendere il servizio su 14 linee (ritenute a bassa frequentazione o "rami secchi"). Una prima sospensione venne evitata il 17 giugno 2012, con la soppressione del servizio su 12 linee ferroviarie, tra cui anche la Ferrovia Santhià-Arona, che si interseca nella stazione di Romagnano Sesia con la Novara-Varallo. La regione avviò un progetto di sperimentazione su 2 linee, tra cui la Novara-Varallo insieme alla Ferrovia Vercelli-Casale Monferrato, che prevedeva la soppressione di tutte le autolinee parallele al treno, nella speranza di poter far aumentare il flusso di passeggeri su ferro. Tale sperimentazione non decollò, ed a causa del venir meno dell'effetto rete per la sospensione delle altre 12 linee, il traffico subì una lieve flessione nell'inverno 2012-2013. Nell'agosto 2013 la Regione Piemonte insieme Trenitalia fissarono la sospensione della linea per il primo settembre dello stesso anno, assieme alla Ferrovia Vercelli-Casale Monferrato. L'8 settembre 2013, a seguito di un duro braccio di ferro tra gli esponenti locali della Lega Nord, tra cui Gianluca Buonanno e la regione, venne varato un nuovo orario, scongiurando la chiusura che però, vide il taglio di tutte le corse di morbida e il mantenimento di sole 8 corse pendolari.

### La sospensione del traffico ordinario

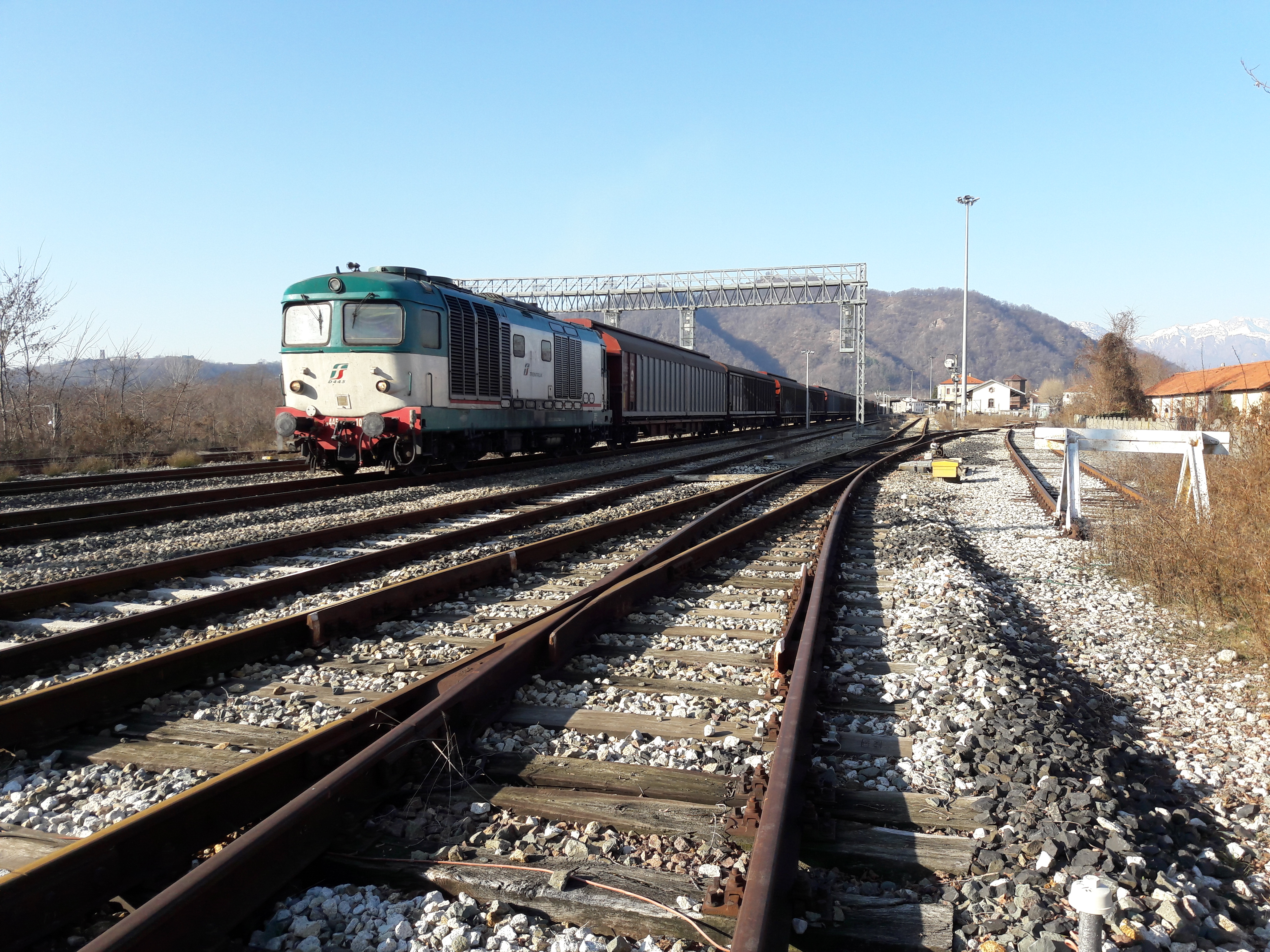
Treno merci della Kimberly-Clark a Romagnano Sesia

A seguito delle nuove elezioni regionali il 25 maggio 2014, la nuova giunta, guidata da Sergio Chiamparino, ha deciso in accordo con Trenitalia la sospensione del servizio passeggeri regionale sulla linea della Valsesia, a partire dal 15 settembre 2014; ponendo quale mezzo di trasporto pubblico in alternativa al treno l'autobus. Nonostante la sospensione, il traffico merci riguardante la cartiera Kimberly-Clark rimane attivo nella tratta Novara-Romagnano Sesia (come in precedenza), grazie ad un nuovo contratto ottenuto in seguito con Trenitalia e Regione Piemonte. Il mantenimento di tale servizio salvò la linea, evitando eventuali smantellamenti dei sistemi da parte di RFI e scongiurandone fortunatamente l'abbandono.
Qualche anno prima della sospensione vi erano stati dei contatti tra le amministrazioni locali (in particolare quella varallese) con la Fondazione FS, un'organizzazione che gestisce, per conto delle Ferrovie dello Stato italiane, le linee di rilevanza sotto i profili storico, turistico, tecnico, paesaggistico e culturale.
Nell'inverno del 2015 si susseguono voci insistenti sul raggiungimento di un accordo che vedeva la linea essere la quinta a livello nazionale gestita dalla fondazione, la quale finanzia anche i lavori di manutenzione e ripristino dei tracciati. Nel frattempo, vennero ufficializzate alcune corse sperimentali nel periodo di Expo 2015, con treni storici.

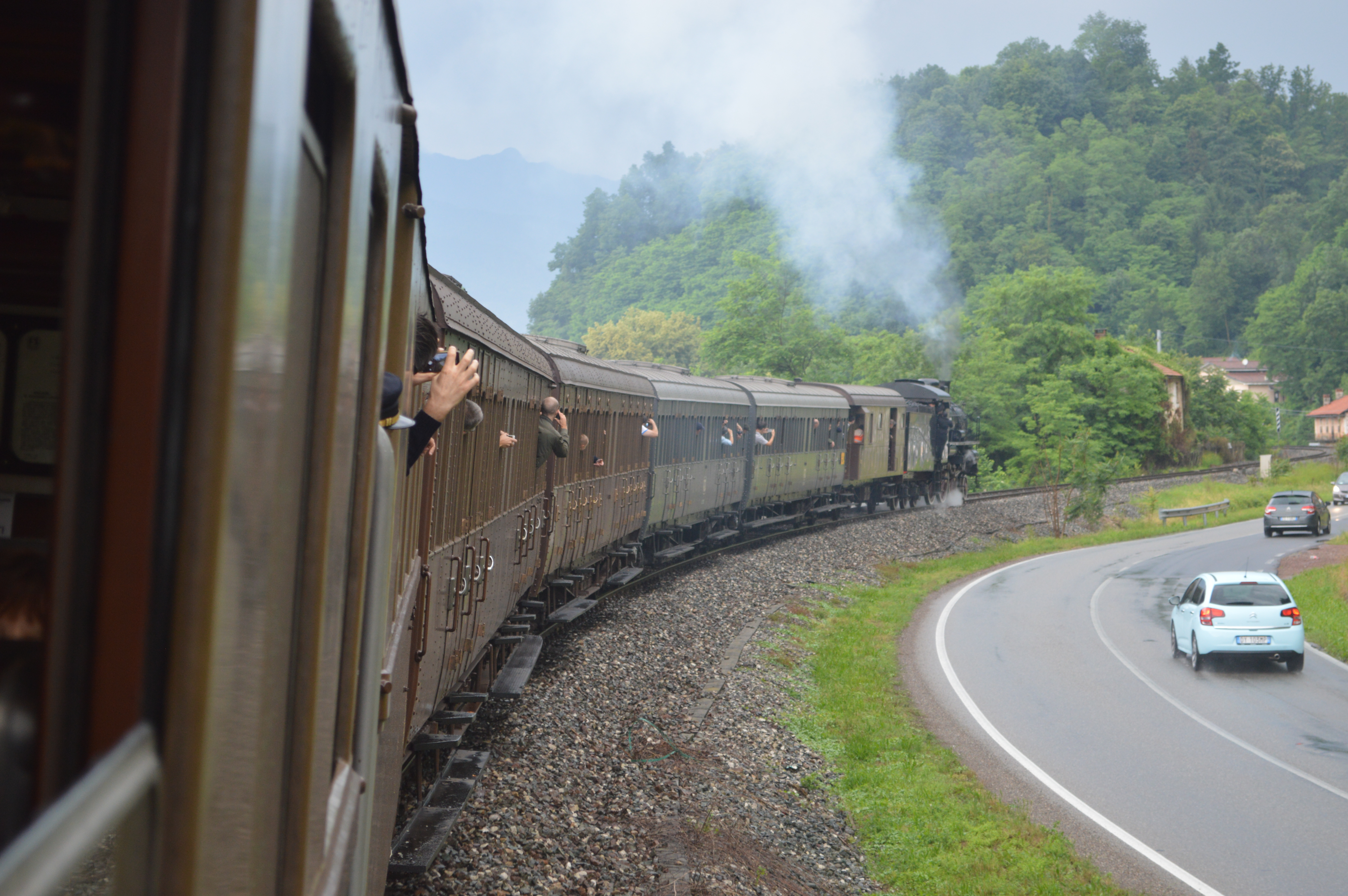
Treno storico alle porte di Borgosesia

Alla fine di aprile 2015 iniziano i lavori di manutenzione non solo ordinaria ma anche straordinaria della linea, quali la sostituzione delle traversine nei pressi di Prato Sesia, il rialzo dell'armamento in alcuni passaggi a livello riallineando i binari al manto stradale, la sostituzione e ripristino di alcuni cavi di collegamento, la riapertura del secondo binario della stazione di Varallo, con il ripristino dello scambio e la sostituzione integrale dei binari, nonché la pulizia ordinaria delle stazioni e di tutta la tratta.
La linea è tornata operativa il 24 maggio 2015, in occasione del primo convoglio storico che vide in quel momento tra le fermate anche quella a Expo 2015. Fino in autunno vennero effettuati altri 7 convogli (di cui tre a vapore) che condussero i turisti con i treni storici da Milano Centrale a Varallo Sesia, nella città del Sacro Monte, facendo fermata nelle stazioni di Rho Fiera, Magenta, Novara, Romagnano Sesia e Borgosesia. L'iniziativa ebbe grande successo (in particolare con i treni a vapore), tanto che alla fine di Expo continuò a essere ripetuta a partire dal 13 dicembre 2015. coinvolgendo altre fermate della linea, come Milano Certosa e Rho. Dopo il record di passeggeri registrato il 28 marzo 2016, la linea venne integrata nel progetto nazionale "Binari senza tempo" della Fondazione FS Italiane, diventando a tutti gli effetti una ferrovia turistica. A seguito di tale evento, nella stazione di Varallo Sesia furono approntati dei lavori di recupero delle strutture storiche, tra cui la riattivazione dello scalo merci e il restauro degli ex edifici annessi, compresa la funzionalizzazione della piattaforma girevole per le locomotive, con lo scopo di ampliare il museo ferroviario e di valorizzarne la linea. Prima dello scoppio della pandemia da Covid-19 furono effettuati, oltre ai convogli storici con partenza da Milano, alcune corse provenienti da Torino, con origine dalla stazione di Torino Porta Nuova e successive fermate negli scali di Chivasso e Santhià. Dal 2020 invece i treni storici con destinazione Varallo Sesia effettuano solo la relazione Novara-Varallo, con fermate intermedie a Romagnano Sesia e Borgosesia.
A inizio 2017 venne paventata l'idea di una riapertura della ferrovia al servizio regionale dal mese di dicembre, con una nuova corsa prolungata su Milano Centrale, tuttavia nessun accenno sulla vicenda si tradusse in realtà e attualmente il servizio passeggeri ordinario risulta ancora sospeso. Del resto il nuovo orario invernale introdotto da Trenitalia a partire dal 10 dicembre 2017 e in vigore fino a giugno 2018 non prevedeva, nei termini, alcun riferimento circa una possibile riapertura del traffico ferroviario su questa linea. A metà 2022 si tornò a parlare della riapertura della ferrovia al traffico regionale, in base a quanto sottoscritto sul contratto di servizio da Regione Piemonte con Trenitalia (valido per i successivi dieci anni), con tempistiche oggetto di studio da parte di RFI. Ad oggi la riapertura della linea, secondo quanto indicato dall'Osservatorio Territoriale Infrastrutture del Piemonte, è prevista entro il 2026 con una spesa totale di 495 milioni.

## Caratteristiche
| Continuation backward |

| Unknown route-map component "CONTgq" | Unknown route-map component "ABZg+r" |  |

| Unknown route-map component "BS2c2" | Unknown route-map component "SHI2gr" |  |

| Unknown route-map component "LSTR+l" | Unknown route-map component "STRr+1h" + Unknown route-map component "STR2h+r" + Unknown route-map component "lDST" | Station on track + Unknown route-map component "BS2c4" + Unknown route-map component "BS2c3" |  |  |

| Unknown route-map component "LABZg+l" | Station on transverse track + Unknown route-map component "BS2c1" | Unknown route-map component "ABZg+r" + Unknown route-map component "BS2+r" |  |  |

| Unknown route-map component "eLABZg+l" | Unknown route-map component "exBHFq" | Unknown route-map component "eABZgr" |  |  |

| Unknown route-map component "LSTRl" | Unknown route-map component "LSTR+r" | Unknown route-map component "ABZgl" | Unknown route-map component "SPLaq" | Unknown route-map component "vCONTfq" |

| 65+368 |
| 0+000  |

| Unknown route-map component "LCONTgq" | Unknown route-map component "LABZgr" | Straight track |  |  |

| Unknown route-map component "CONTgq" | Unknown route-map component "ABZql" | Unknown route-map component "KRZu" | Unknown route-map component "CONTfq" |  |

| Unknown route-map component "SKRZ-Au" |

| Unknown route-map component "dWASSERq" | Small bridge over water | Unknown route-map component "dWASSERq" |

| Unknown route-map component "BHFSPLa" |

| Unknown route-map component "vCONTgq" | Unknown route-map component "SPLeq" | Unknown route-map component "vSTRr-SHI1r" |  |  |

| Unknown route-map component "dWASSERq" | Small bridge over water | Unknown route-map component "dWASSERq" |

| Unknown route-map component "eHST" |

| Unknown route-map component "HSTeBHF" |

| Station on track |

| Unknown route-map component "uexKBHFaq" | Unknown route-map component "emKRZ" | Unknown route-map component "uexCONTfq" |

| Stop on track |

| Stop on track |

| Unknown route-map component "SKRZ-Au" |

| Unknown route-map component "dWASSERq" | Small bridge over water | Unknown route-map component "dWASSERq" |

| Unknown route-map component "CONTgq" | Unknown route-map component "ABZg+r" |  |

| Station on track |

|  | Unknown route-map component "ABZgl" | Unknown route-map component "CONTfq" |

| Unknown route-map component "dWASSERq" | Small bridge over water | Unknown route-map component "dWASSERq" |

| Stop on track |

| Unknown route-map component "HSTeBHF" |

|  | Unknown route-map component "eABZgl" | Unknown route-map component "exCONTfq" |

| Enter and exit tunnel |

| Unknown route-map component "eHST" |

| Station on track |

| Enter and exit tunnel |

| Unknown route-map component "eHST" |

| Unknown route-map component "HSTeBHF" |

| Unknown route-map component "eHST" |

| Enter and exit tunnel |

| End station |

La linea è una ferrovia a binario semplice, elettrificata soltanto nella tratta di snodo fra Novara e Vignale a doppio binario, con le linee Novara-Domodossola e Novara-Arona. Lo scartamento adottato è quello ordinario da 1435 mm. La sua lunghezza originale è di 51 km dal punto di diramazione, con un totale complessivo di 55 km. Il gestore RFI la qualifica come "linea complementare".
Lungo il tracciato sono presenti 3 stazioni di scambio, con più binari: Fara, Romagnano Sesia, Borgosesia. La stazione di Romagnano svolge anche il ruolo di diramazione con la Santhià-Arona.

### Percorso

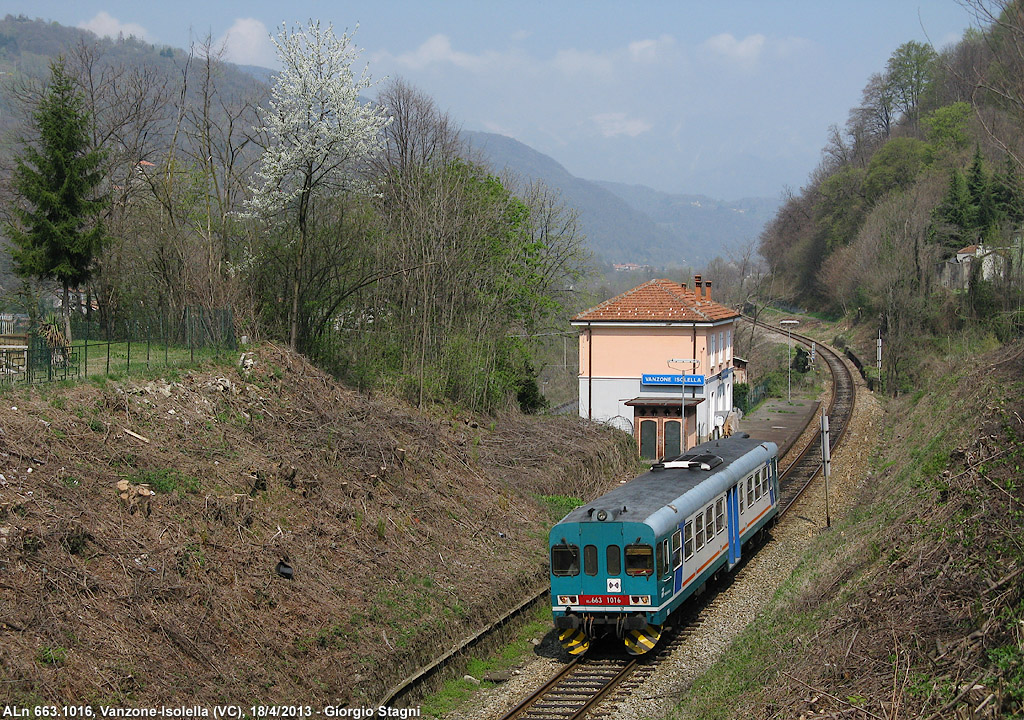
La ferrovia nell'ex fermata di Vanzone-Isolella. In transito un'Aln 663

Il primo tratto, Novara–Vignale, è comune alle linee per Domodossola, per Arona e per Pino, dopodiché i binari per Varallo si staccano in direzione nord ovest per un tratto pianeggiante da Vignale fino a Romagnano Sesia.
Il tratto Vignale–Romagnano corre fra risaie e campi di granoturco e cereali attraversando piccoli borghi un tempo a prevalente attività agricola.
Poco prima di Romagnano Sesia è situato il raccordo della cartiera Kimberly-Clark. Avendo lo scambio rivolto verso Romagnano, i convogli provenienti da Novara devono giungere prima in stazione e poi effettuare manovre d'inversione per potervi accedere.
A Romagnano Sesia, vi è la stazione dove avviene l'incrocio con la Santhià–Arona aperta nel 1905. La Novara–Varallo a partire da Romagnano Sesia, corre sulla sponda sinistra del fiume Sesia parallelamente al corso d'acqua.
La successiva parte che da Romagnano Sesia giunge a Varallo, in particolare nel tratto Grignasco–Varallo, è situata in un contesto prealpino, contornata di opere d'interesse paesaggistico: ponti in pietra, alcune gallerie e tratti in trincea scavati nella roccia viva.
La stazione di Grignasco fu capolinea della Ferrovia Grignasco-Coggiola attiva dal 1908 fino al 1968 che attraversando il Sesia raggiungeva Coggiola in Valsessera attraversando gli abitati di Serravalle Sesia, Crevacuore e Pray.
La linea per Varallo prosegue percorrendo il viadotto di San Quirico, a più arcate in mattoni e pietra, stretto tra il fiume e le pendici del Monte Fenera; varca inoltre il ponte in pietra di Bettole, con un'arcata minore attualmente in cemento armato in quanto fu fatta brillare dai partigiani delle formazioni valsesiane e ricostruita dopo gli eventi bellici. Esistono documenti fotografici della locomotiva schiantata contro il basamento del ponte per l'esplosione ed il conseguente crollo dell'arcata.
A poca distanza dalla stazione capolinea di Varallo è stata da pochi anni riattivata una funivia già costruita negli anni trenta del Novecento che dal centro della città sale al Sacro Monte.

## Traffico
Il servizio viaggiatori ordinario risulta sospeso dal 15 settembre 2014 e sostituito da autobus, per decisione della Regione Piemonte. Il servizio era svolto da treni regionali di Trenitalia.
Dal 2015, l'intera linea è percorsa su calendario da treni storici della Fondazione FS. Inoltre, sopravvive il treno-navetta notturno, attivo dal 2009, che svolge servizio durante la manifestazione dell'Alpàa tra Borgosesia e Varallo, ogni sabato sera con la prima e l'ultima corsa fino a Novara.
Il tratto situato tra Novara e Romagnano Sesia è ancora interessato da un traffico merci destinato alla cartiera Kimberly-Clark, effettuato due volte alla settimana da Trenitalia, con provenienza dal porto di Monfalcone, mediante lo scalo merci di Novara Boschetto.
La linea in passato era utilizzata ininterrottamente fino agli anni novanta. A partire dal 1970 viene organizzato il pellegrinaggio valsesiano a Lourdes via treno, utilizzando convogli speciali ogni due anni, fino al 2012.
Fino a metà anni ottanta sopravviveva una coppia di relazioni Varallo-Torino, via Romagnano Sesia-Santhià, e ancora prima vi era una relazione Varallo-Novara, ma via Romagnano-Santhià-Vercelli. Fino alla soglia degli anni novanta, hanno resistito inoltre relazioni dirette con Milano festive.

## Materiale rotabile

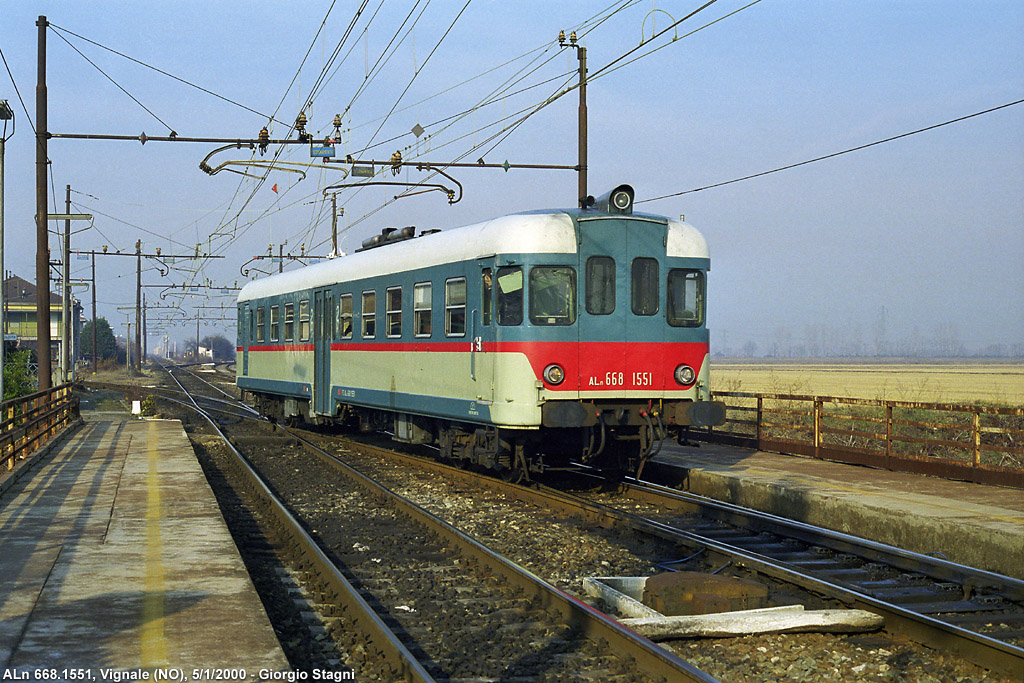
Automotrice ALn 668 a Vignale

Nei primi anni di esercizio, sulla linea circolavano le vaporiere del gruppo RM 210, RM 230 e RM 610, gestite dalla Società Rete Mediterranea. Con il passaggio della gestione alle Ferrovie dello Stato, entrarono in circolazione le vaporiere FS 870, FS 875, FS 625 e FS 880.
Dal 1930 la linea fu trafficata progressivamente da automotrici, in cui la serie variava con l’avanzare degli anni. La serie variò dalle ALb 45, ALn 556, ALn 772, ALn 773, ALn 990 e dalle ALn 668 (di costruzione Breda) fino agli anni duemila (che fecero servizio per trent’anni). Da allora entrarono in circolazione le ALn 663 di più recente costruzione, che fecero regolare servizio fino allo sospensione del traffico passeggeri (da allora circolanti soltanto nel periodo dell’Alpàa). Tale materiale non fu sostituito dai più recenti treni Minuetto, in quanto non fu data circolabilità nel tratto Romagnano-Varallo. Sulla linea circolarono fino agli anni novanta anche le ALn 990 FS, ed-ex TEE (Breda), ALn 448-460 per le relazioni dirette verso Milano. Le ultime due unità di ALn 772, (3247 e 3326) del Deposito di Novara, terminarono il servizio su questa linea con l'entrata in vigore dell'Orario Estivo 1986.
Negli anni ottanta, stante la precaria condizione dell'armamento, la linea vide passare sui suoi binari un convoglio speciale composto da alcune carrozze del tipo MDVC (allora nuove di fabbrica) organizzato in concomitanza della visita al Sacro Monte di Varallo di Papa Giovanni Paolo II. Altri convogli del genere sono stati organizzati per il pellegrinaggio a Lourdes. Tali convogli erano accompagnati dai locomotori D 343, D 345 o D 445.
Il servizio turistico è svolto da treni storici composti in prevalenza da carrozze Centoporte e Corbellini a trazione diesel o vapore. Per i mezzi di traino diesel, risultano usate le motrici D 343 o D 345, per quelli a vapore il modello varia a seconda dell'organizzazione. Il servizio merci è prevalentemente svolto dalle motrici D 445.